# Anand (ville)
Pour les articles homonymes, voir Anand.
Anand est une ville d'Inde située près d'Ahmedabad dans le Gujarat.

## Présentation
La cité est le centre du district éponyme, est gérée par la Communauté d'agglomération d'Anand. Elle est connue pour être le principal centre économique des mères porteuses. Elle est aussi connue sous le nom de capitale laitière de l'Inde où se trouve l'entreprise AMUL (Anand Milk Union Limited) qui en est le fer de lance.
Ce développement économique est aidé par sa proximité d'Ahmedabad et sa situation de nœud ferroviaire sur le réseau de l'Indian Railways. Elle est aussi reliée par l'Autoroute Mahatma Gandhi à Ahmedabad et Vadadora.